# تيتسويا إتشيمورا
تيتسويا إتشيمورا (باليابانية: 一村哲也) هو مصور ياباني، ولد في 10 يونيو 1930 في ناغاساكي في اليابان.